# So Fujitani
So Fujitani (藤谷 壮, Fujitani So, Kobe, 28 oktober 1997) is een Japans voetballer die als verdediger speelt bij Vissel Kobe.

## Clubcarrière
Fujitani begon zijn carrière in 2015 bij Vissel Kobe. Fujitani veroverde er in 2019 de Beker van de keizer.

## Interlandcarrière
Fujitani speelde met het nationale elftal voor spelers onder de 20 jaar op het WK –20 van 2017 in Zuid-Korea.